# Почтовые вагоны в Великобритании

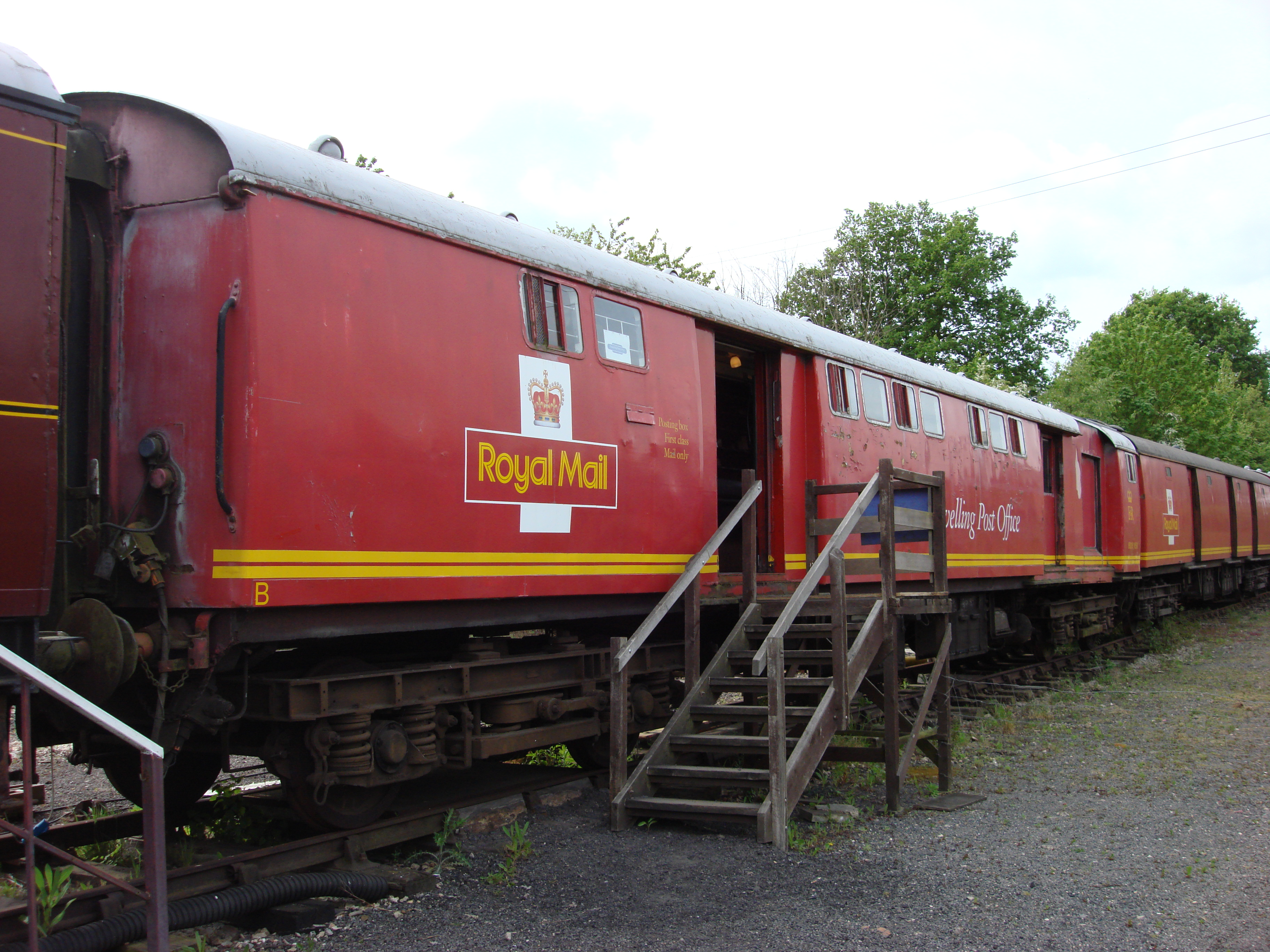
Передвижное почтовое отделение на дороге Colne Valley Railway

Передвижное почтовое отделение (англ. Travelling Post Office, сокращённо — TPO) — почтовое отделение, размещённое в вагоне; тип почтового вагона, в котором сортировка почты осуществляется в пути следования поезда. Термин появился в Великобритании; в США используется иной термин — railway post office (дословно «железнодорожное почтовое отделение»).

## История

### Перевозка почты на поездах
В 1830 году между почтамтами Ливерпуля и Манчестера и железной дорогой Ливерпуль — Манчестер было подписано соглашение о перевозке почты.

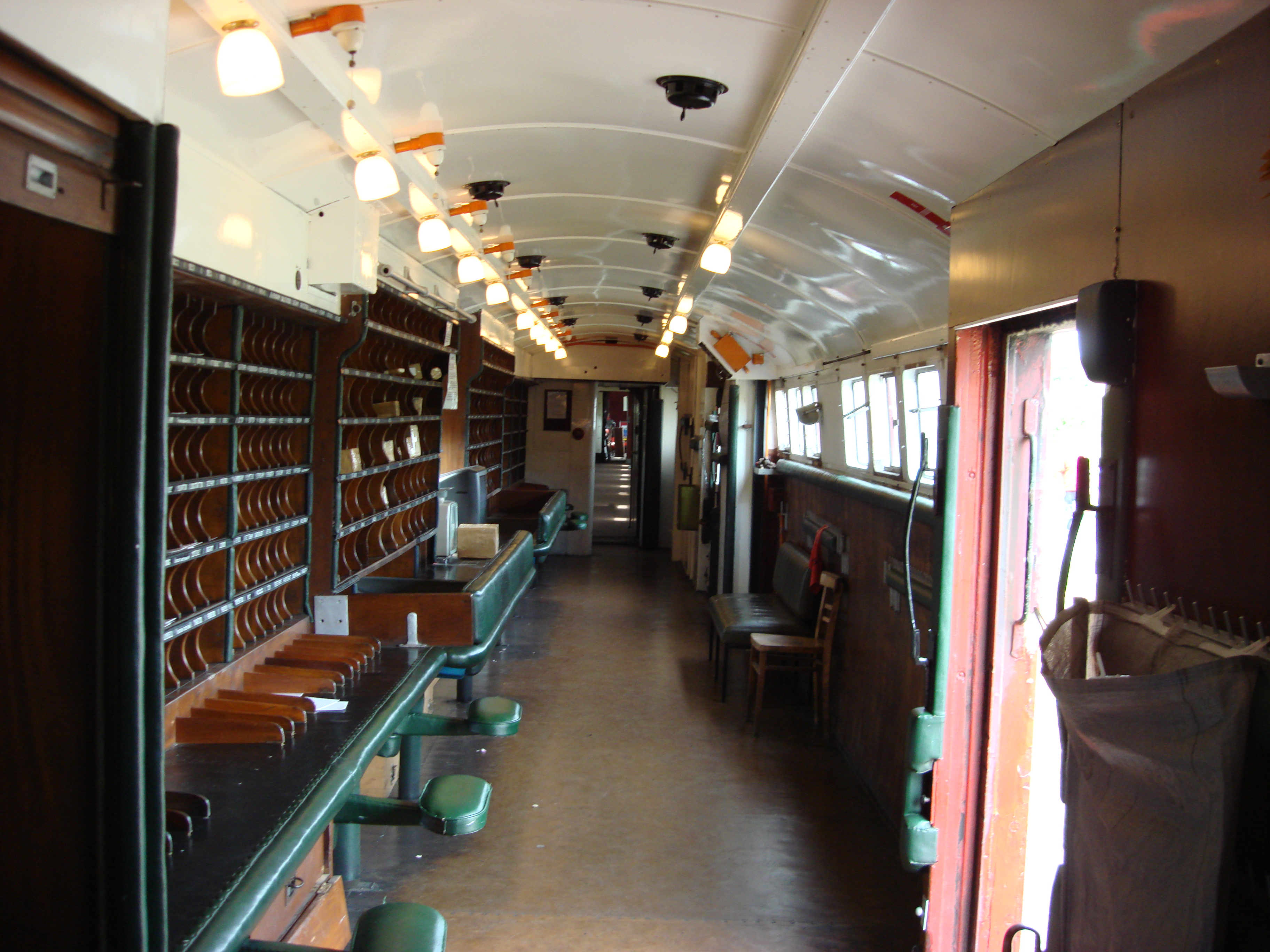
Интерьер отсека по сортировке почты в передвижном почтовом отделении

Законом 1838 года было предусмотрено выделением железными дорогами почтовых вагонов или специальных поездов для перевозки почты, однако этот документ не устанавливал тарифы на эти услуги.

### Сортировка
Почтовые вагоны почти сразу же стали не только перевозить, но и сортировать почту. Кроме того, во время стоянок на промежуточных станциях эти передвижные почтовые отделения стали принимать местную почту.
Сортировка почты в пути впервые стала осуществляться в Великобритании с введением передвижных почтовых отделений в 1838 году на железной дороге Гранд Джанкшн.

## Дальнейшее развитие
В 1845 году почтовая служба на железной дороге была расширена. Передвижные почтовые отделения после этого стали курсировать и по Шотландии.
В 1866 году на вагонах и на станциях Слоу и Майденхед появились специальные приспособления, позволявшие принимать мешок с почтой без остановки поезда.

## Интересные факты
Передвижные почтовые отделения на британских железных дорогах вошли в массовую культуру в результате нашумевшего и самого крупного ограбления почтового поезда в Бакингемшире в 1963 году. Сумма ограбления составила 2,6 млн фунтов стерлингов.